# 柏拉图主义

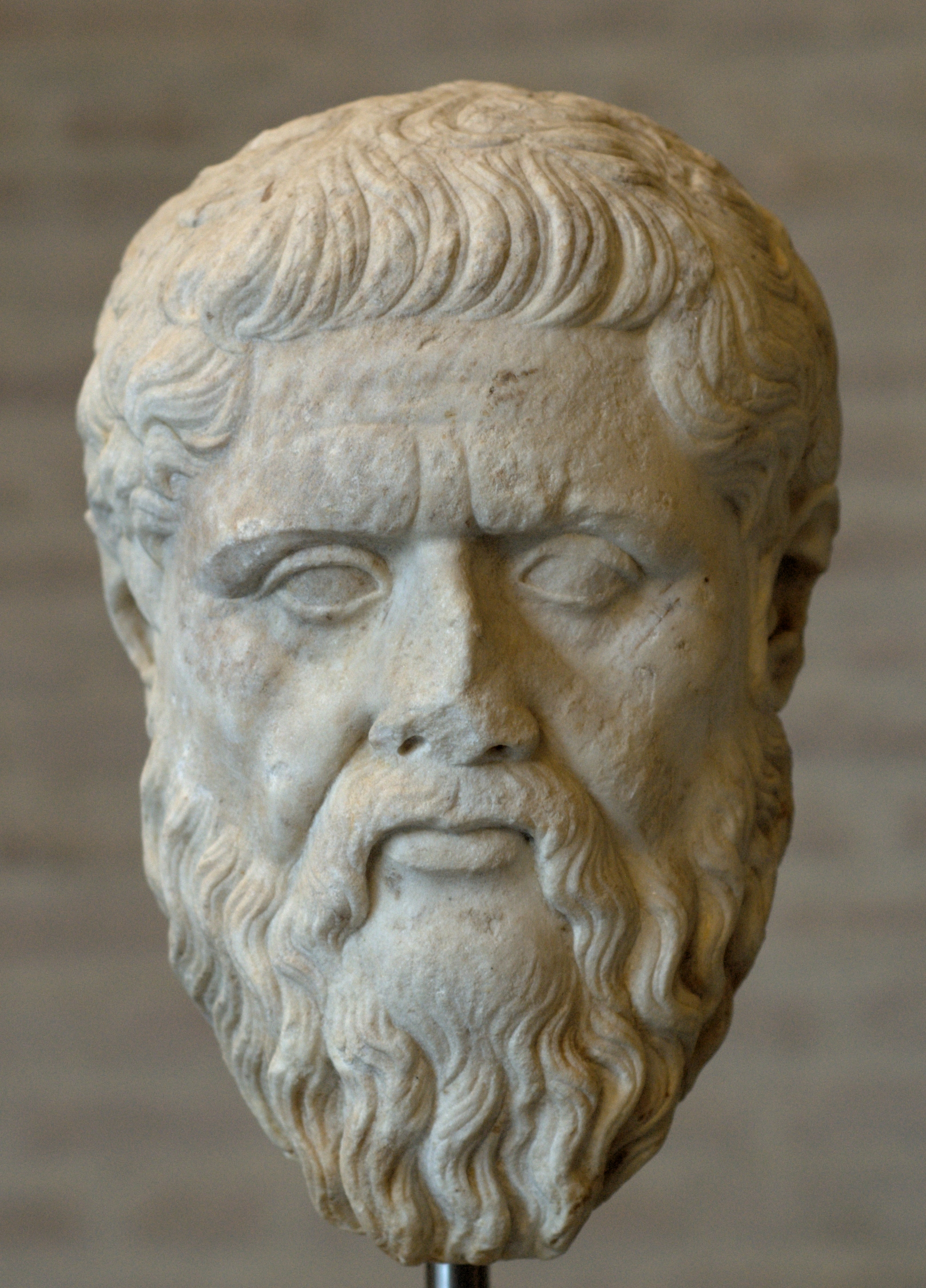
柏拉图头像，罗马赝品。柏拉图死后原品曾在柏拉图学院中展出。

柏拉图主义（英語：Platonism)，指的是柏拉图的哲学，以及由柏拉图产生的哲学系统（当代的柏拉图主义者并不必然完全接受柏拉图的学说）。柏拉图主义影响深远，尤其对西方哲学更是如此。
柏拉图主义的核心是：承认抽象对象的存在（existence of abstract objects）。抽象对象并不依赖于时间和空间而存在，因此既非物理的，又非心灵的，而是存在于第三个地方。柏拉图主义的对立面是唯名論。柏拉图主义的可以应用于：性质、类型、命题、意义、数字、集合、真值等等（参见抽象对象理论）。柏拉图主义有些相关概念需要区分：哲学家承认抽象对象存在的，有时候称他们为“柏拉图主义者”；不承认的，有时候称作“唯名论者”。“柏拉图主义”和“唯名论”两个词，在哲学史中另有意义，与“抽象对象”无关，因此它们和本条目所说的当代的柏拉图主义（platonism，小写p）、当代的唯名论不同。 
下面简柏拉图主义的发展历史，从狭义的柏拉图主义，到中期柏拉图主义，再到新柏拉图主义等。
在更窄的意义下，柏拉图主义也可以指柏拉圖實在論的学说。柏拉图主义，在这个意义下，它的核心概念（对理型论很重要）是对这两者的区分：可感知但不能认识的实在性（与赫拉克利特的变化（flux）相关，科学研究这种实在性），与不可感知却可以认识的实在性（与巴门尼德永恒的存在相关联，数学研究这种实在性）。几何学是柏拉图的主要动力，因为他受到了毕达哥拉斯的影响。理念（Forms）在柏拉图的一些对话集中得到详细阐释，如《斐多篇》《會飲篇》《理想国》等。柏拉图认为，日常世界中有对象，理念就是它们的诸原型，而日常对象则是理念的不完美复制品。批判这个理论，最著名的当属亚里士多德，其三人论证在古代格外出彩。
《理想国》中，最高理念等同为善的理念，亦都是其他诸多理念的来源。这些都是可以推理得知的。《智者篇》，理想国之后的这一著作，理念如存在、等同、差异（being, sameness and difference）位于最基本的诸“Great Kinds”之中。柏拉图建立了柏拉图学院，然后，前3世纪阿尔克西拉乌斯采用学院怀疑主义，成为整个学院的核心教条，直到公元前90年阿什凯隆的安条克加入了斯多葛主義元素，拒绝怀疑主义，因而诞生了所谓中期柏拉图主义。
公元3世纪，普罗提诺又在柏拉图主义里，加入了神秘主义元素，建立新柏拉图主义，认为最高存在（summit of existence）是一，或是善，是万物之源。通过美德和沉思，灵魂会有能力使灵魂自身与一达到统一。许多柏拉图主义的概念，在这个时候被基督教教会采用，将柏拉图的理念理解为上帝的思想（这个立场也叫做神圣概念论，divine conceptualism）。新柏拉图主义，因此在西方深刻影响了基督教神秘主義。当然，造成这种影响，归因于那些基督徒们，如圣奥古斯汀、教會聖師，他们自己又深受普罗提诺的《九章集》影响。而普洛丁本人，因而是整个西方基督教思想的奠基人。

## 柏拉图的柏拉图主义

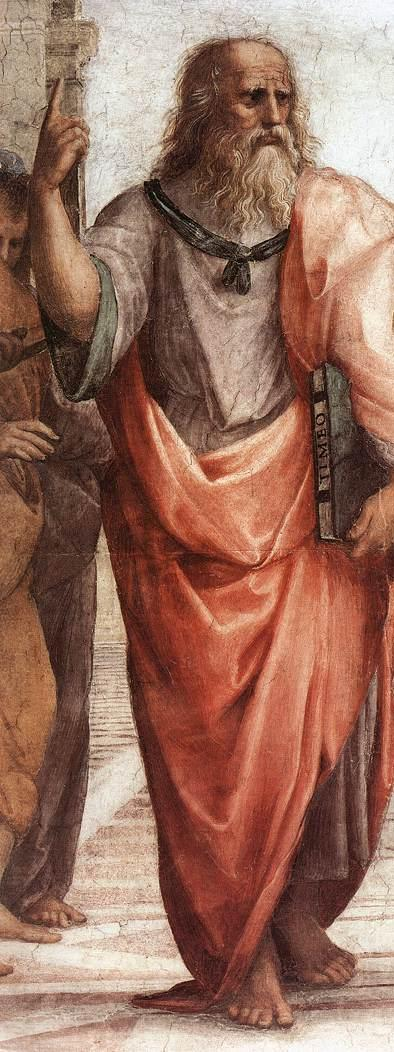
柏拉图，手握其作蒂邁歐篇。

柏拉图主义最初的概念是理型論。真正存在的是理念，是永恒、不变、完美的东西，而由此产生的诸多对象则是不完美的复制品。理念的数量，是由普遍概念的数量定义的。下面的对话来自柏拉图中期的代表作，关涉形而上学和认识论：
[苏格拉底：] “既然美好之物是丑陋之物的对立面，它们俩是一对儿。”

[格劳孔：] “当然了。”

“既然它们是个双数，那么各自就是个单数。”

“我也这样想。”

“我们可以同样说别的相反的东西，正义与非正义、善与恶，以及其他类似的理念。这个说法作如下表述也能成立：就它们本身而言，各自为一，但由于它们和行动及物体相结合，它们彼此互相结合却又显得无处不是多。”

“你说得对”

“那么，我这里一定要画一条线，把两种人分开来。在那一边是你说过的看戏迷、艺术迷、爱干实务的人；在这一边是我们所讨论的这种人。只有这边的这些人才配叫做哲学家。”

“啥意思？”

“一种人是声色爱好者，喜欢美的声调、美的色彩、美的形状以及一切由此组成的艺术作品。但是他们的思想并不能认识和喜爱美本身。”

“确实如此。”

“另一种人能够理解美本身，就美本身领会到美本身，这种人不是很少吗？”

“很少，很少。”

“那么，一个人能够认识许多美的东西，却不能认识美本身，别人引导他去认识美本身，他还总跟不上——你认为这种人的一生是如在梦中呢，还是清醒的呢？请你想想看，一个人无论睡着还是醒着，他把相似的东西当成了事物本身，他还不相当于在梦里吗？

“我当然要说，他的一生在梦中。”

“好，再说相反的另一种人，这种人认识美本身，能够分别美本身和包括美本身在内的许多具体的东西，又不把美本身与含有美的许多个别东西彼此混淆，这个人的一生，据你看来，是清醒的呢，还是在梦中呢？

“他是完全清醒的。”

（《理想国》 Bk. V, 475e-476d）
《理想国》第六卷把最高理念等同为善的理念，作为一切其他理念的来源，并认为，作为其他理念而存在和知道其他理念是依据条件而存在的（contingent on）。从感觉印象而来的概念永远不可能给我们真正的关于存在者的知识，例如理念的知识。摈弃感觉带来的诸多麻烦和干扰，只有用灵魂自身的活动，也就是理智，才能真正把握存在者的知识。辩证方法在理智过程中作为工具，能够引领我们获取理念的知识，最终理解最高的善的理念，所以辩证法是第一科学。之后的新柏拉图主义，普罗提诺创立，将柏拉图理想国中的善的理念，等同于所谓超越的、绝对的一，正如柏拉图《巴曼尼得斯篇》的第一假设那样(137c-142a)。
柏拉图主义伦理学，基于善的理念。美德就是知识，是对善的理念的认知。而且，在这个認知中，灵魂的三个部分，理性、精神、欲望（reason, spirit, and appetite），都分有善的理念，就有了三种美德：智慧、勇气、中庸适度（Wisdom, Courage, and Moderation）。它们与其他美德相联系，如正义。这样，灵魂的每个部分都得以规范限制，从而履行适当的功能。
柏拉图主义对西方哲学影响深远。例如，对《蒂邁歐篇》的不同解释中，例如亞里斯多德主義，设定了一个永恒的宇宙，与犹太教的说法不同，犹太教传统中，宇宙在历史中被创造，有连续的历史记录。和亚里士多德主义不同，柏拉图主义认为理念是比物质优先的，同样灵魂比人的肉体优先。许多柏拉图的概念在基督教中有重要作用。

## 历史

### 古代哲学

#### 柏拉图学院

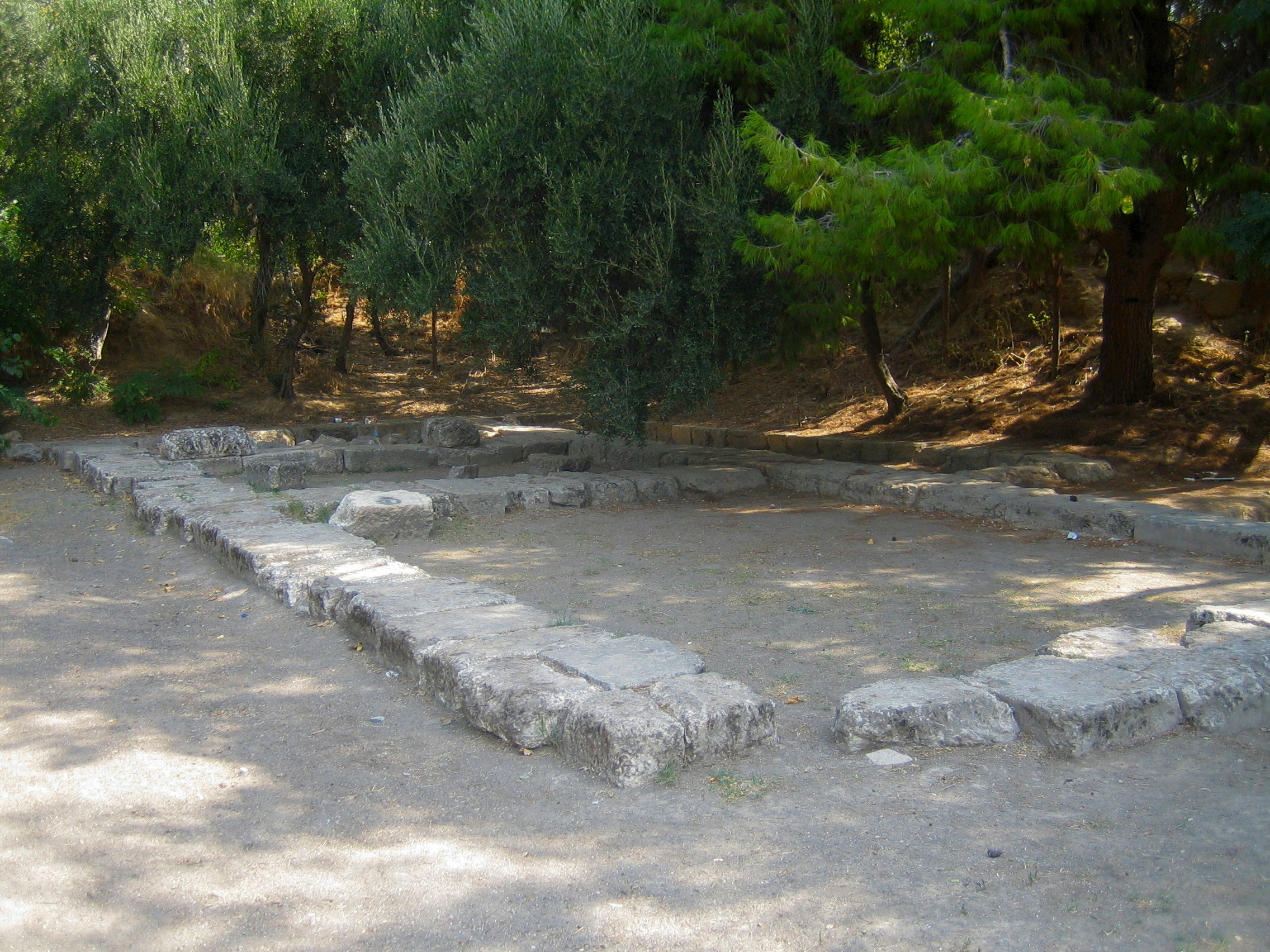
柏拉图学院在雅典的位置

柏拉图主义最早由柏拉图创立，对苏格拉底的描写中阐发了他自己的学说，但也有可能与苏格拉底的思想一致，因为苏格拉底是柏拉图的老师。柏拉图在学院授课。柏拉图死后，学院继续存在，经历了三个时期：早期、中期和晚期学院（the Old, Middle, and New Academy）。早期学院的主讲是斯珀西波斯（柏拉图的侄子），他继承柏拉图，成为学院的一把手，直到公元前339年为止。然后是色诺克拉底，前313年为止。他们俩都融合了毕达哥拉斯主义对数字的审视，发展了柏拉图的理念论。

#### 学院怀疑主义
大约在前266年，阿尔克西拉乌斯成了学院的领导。这个阶段，柏拉图主义格外强调怀疑主义。这种怀疑主义的特征是攻击斯多葛主義，攻击真理的确定性以及我们对真理的知识。晚期学院（新学院）开始于前155年，卡尔内阿德斯作为第四届领导，继承阿尔克西拉乌斯。此时也以怀疑主义为主，否定认识绝对真理的可能性。阿尔克西拉乌斯和卡尔内阿德斯都认为，他们维持了柏拉图原有的信条。

#### 中期柏拉图主义
大约前90年，阿什凯隆的安条克拒绝了怀疑主义，使得所谓中期柏拉图主义产生。此时，柏拉图主义与一部分逍遙學派的和许多斯多葛主義的宗教教義融合。中期柏拉图主义，柏拉图的理念并不是超越的，而是内在于理性的心灵之中的。物理世界，在中期柏拉图主义里，则是生动的、被赋予灵魂的存在，即世界灵魂。中期柏拉图主义里，早期显赫一时的是普魯塔克。柏拉图主义不拘一格的本质在此时得到展示，因为它包含了毕达哥拉斯主义（Numenius of Apamea）和猶太教哲學（斐洛）。

#### 新柏拉图主义

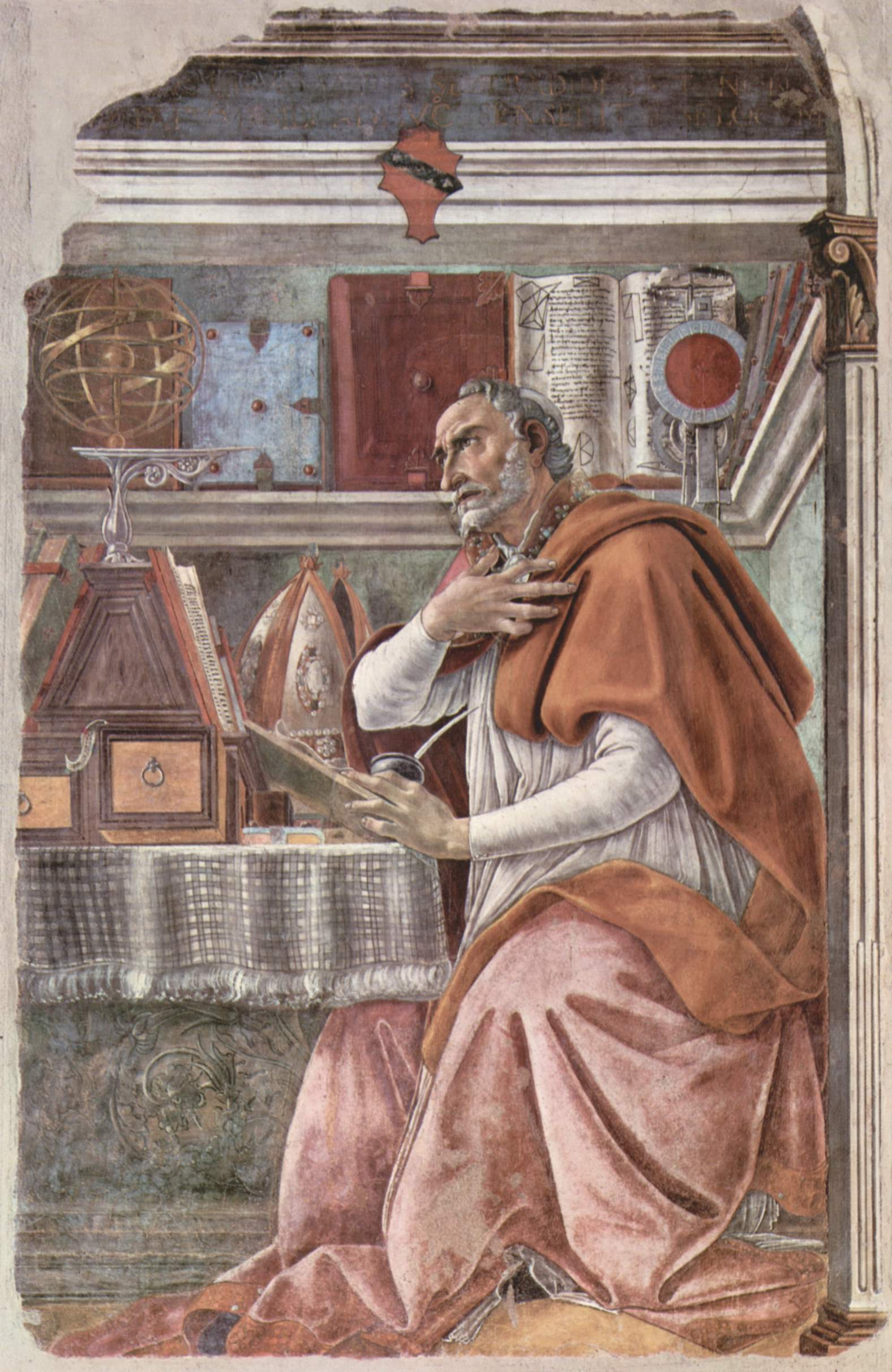
基督教，包括圣徒希波的奥古斯丁，都深深受到柏拉图主义的影响。

公元3世纪，普罗提诺改动了柏拉图的哲学体系，建立新柏拉图主义，即把中期柏拉图主义与神秘主義融合。最高存在是一或者是善，是一切事物的来源。It generates from itself, as if from the reflection of its own being, reason, the 智性, wherein is contained the infinite store of ideas.所谓世界灵魂，作为努斯（心）的复制品，由它产生并包含于其中。自然因此是一体的，包括了生命和灵魂。灵魂于物质相链接，渴望逃离身体，回归本源。在美德和哲学思想中，它有能力把自己上升到理性之上，从而进入神魂颠倒的状态（state of ecstasy）。获取与善的统一，或者说与神的统一，是人类的真正功能所在
普罗提诺的教条，支持者波菲利、楊布里科斯，发展了在意识上与基督教不同的体系。柏拉图学院在这个时期重新建立，领导者普罗克洛（死于485年），对柏拉图的作品有诸多评价。学院直到罗马查士丁尼一世在529年关闭它为止。

## 延伸阅读
- Ackermann, C. The Christian Element in Plato and the Platonic philosophy. Translated by Asbury Samuel Ralph. Edinburgh: T. & T. Clark, 1861.
- Cassirer, Ernst. The Platonic Renaissance in England. Translated by James P. Pettegrove. Edinburgh: Nelson, 1953.
- Kristeller, Paul Oskar, "Renaissance Platonism." In Renaissance Thought: the Classic, Scholastic, and Humanistic Strains. New York: Harper, 1961.
- Walker, Daniel Pickering. The Ancient Theology: Studies in Christian Platonism from the Fifteenth to the Eighteenth Century. London: Duckworth, 1972.